# Luigi Castiglioni
Pour les articles homonymes, voir Castiglioni.
Luigi Castiglioni (né le 20 novembre 1936 à Milan, en Italie et mort le 11 juin 2003 à Maisons-Laffitte, dans les Yvelines, en France) était un peintre et un affichiste italien contemporain. 
Luigi Castiglioni est considéré comme « un artiste visionnaire et onirique  ».
Ses créations et son travail artistiques sont très diversifiés : peinture, affiches, décors de cinéma et de théâtre, couvertures de magazines, fresques.

## Biographie
L'art de Luigi Castiglioni s’est exprimé d’abord à la Scala de Milan comme scénographe alors qu’il était étudiant depuis l’âge de 14 ans (1950-57) à l’Académie des Beaux-arts de Brera, d’où il est sorti major sept ans après, et à Cinecittà (1959-1960) aux côtés de Federico Fellini, pour les décors de La Dolce Vita, Il Bell'Antonio et Guerre et Paix.
Établi définitivement à Paris en novembre 1960, il commence une carrière d’illustrateur de presse et collabore à Salut les Copains avec Daniel Filipacchi;  il illustre pochettes de disques, couvertures de  L’Express, Le Point, Valeurs Actuelles et Jazz Magazine. 
Couronné par le Grand Prix Martini en 1969 pour l’œuvre Music Hall, les Beatles, dès 1970 les agences de publicité font appel à Castiglioni pour concevoir et signer les affiches des campagnes publicitaires « Prenez le temps d’une Mutzig », « Renault 14 » (la poire), « Cannes » œuvre primée par le Grand prix de l’affiche française  en 1979, « Ricoré », « Café Collet »…
Au point de départ de son succès, la première œuvre sportive, les gants de boxe dans l’espace, affiche annonçant le combat qui allait opposer Carlos Monzon à Jean-Claude Bouttier le 17 juin 1972 à Paris, pour le titre de champion du monde de boxe des poids-moyens. 
Défenseur des causes humanitaires, dans les années 1980 il crée plusieurs affiches pour Médecins du monde dont : Votre Solidarité en 1981 au profit de Solidarnosc,  les Boat People en 1982 et Un bateau pour le Liban. Suivront d’autres créations dont The World Campaign for the protection of war victims pour la Croix-Rouge internationale (C.I.C.R.). À son actif, plus de 300 affiches, humanitaires, culturelles, publicitaires et sportives 
.
En 1978 il est le premier artiste à exposer de son vivant à la Bibliothèque nationale. La même année il fait entrer l’art à l’Hôtel de police de Maisons-Laffitte en y peignant une fresque de 500 m2. En 1982 il crée le générique des émissions du Mundial 82 pour TF1. En 1984 réalise l’œuvre la plus éphémère et la plus grandiose à but pédagogique inscrite aux Guinness des records : Le marché d’une vie. Un tableau vivant de 2 762 m2 (64 m × 43 m), présentant toute la nourriture consommée par une femme dont l’espérance de vie est de 79 ans, (statistiques INSEE).
En 1983 le Centre d'information civique lui passe commande de l’affiche anti-abstention « Votez pour les élections municipales » et en 1995 l’œuvre 
« Votons pour élire le Chef de l’État ». En 1988  une exposition personnelle de maquettes originales et d’affiches, dont une toile de 10 m × 2 m commandée par le Ministère de la culture, est inaugurée au Musée national du sport au Parc des Princes à Paris. En 1989, un mois avant la chute du mur de Berlin, une rétrospective de peinture et affiches avec 135 œuvres, est présentée au Musée Wilanow à Varsovie : un événement inauguré en présence des Ministres du nouveau Gouvernement Polonais issus du Mouvement Solidarnosc et en présence du Cardinal Józef Glemp  et Bernard Kouchner. Albert II de Monaco consacre 5 expositions, de 1997 à 2001, pour honorer Luigi Castiglioni .

## Œuvres

### Affiches sports, humanitaires, culturelles, publicitaires
Luigi Castiglioni est le créateur de plus de 300 affiches dont plus de la moitié consacrées aux sports. 

### Affiches de films
Il est en particulier l’auteur des affiches des films : La merveilleuse visite de Marcel Carné, Bernadette de Jean Delannoy, du Festival International d’Avoriaz du film fantastique, de La nouvelle vague, du Festival Jules Verne, du Festival Ibérique et Latino-Américain de Biarritz…

### Musée – Peinture
Le Musée national du Sport à Nice possède la plus importante collection d’œuvres sportives du peintre et affichiste (une trentaine de peintures dont la toile de 20 m2, une vingtaine de dessins, une trentaine d’esquisses et plus de 150 affiches).
Un Musée Castiglioni est également installé dans la maison qu’il a habité avec sa femme Tersilia, au 40 rue de Puebla à Maisons-Laffitte. Il présente en particulier les fresques dans l’atelier, le salon, la salle à manger et sur les murs entourant le jardin; des œuvres originales, une collection d’objets personnels et des documents.
Le Centre Georges Pompidou, le Musée des Arts décoratifs, le Musée d’art moderne de la ville de Saint-Lô, le Centre de l’Affiche de Toulouse, la Bibliothèque Nationale entre autres, possèdent des œuvres originales de Castiglioni.